# Megacyclops gigas
Megacyclops gigas är en kräftdjursart som först beskrevs av Claus 1857.  Megacyclops gigas ingår i släktet Megacyclops och familjen Cyclopidae. Arten är reproducerande i Sverige. Inga underarter finns listade i Catalogue of Life.